# Никола Янев (юрист)
Никола Янев Тодоров е български юрист.

## Биография
Роден е през 1898 г. в Пловдив. Основното и средното си образование получава в родния си град. Завършва право в София. През 1944 г. работи като адвокат в Пловдив. След 9 септември 1944 г. е избран за председател на Областен комитет за издигане на Пловдив и окръга. От 1944 до 1951 г. е началник отдел „Наука, изкуство и култура“ при ГНС Пловдив. В периода 1951 – 1959 г. е избран от Народното събрание за върховен съдия. След това се пенсионира по болест. Умира през 1988 г. в Пловдив.
Личният му архив се съхранява във фонд 1627К в Централен държавен архив. Той се състои от 108 архивни единици от периода 1899 – 1987 г.